# Corston
Corston är en ort och civil parish i Storbritannien.   Den ligger i kommunen Bath and North East Somerset och riksdelen England, i den södra delen av landet, 160 km väster om huvudstaden London. Corston ligger 35 meter över havet och antalet invånare är 494.
Terrängen runt Corston är huvudsakligen platt, men österut är den kuperad. Corston ligger nere i en dal. Runt Corston är det tätbefolkat, med 493 invånare per kvadratkilometer. Närmaste större samhälle är Bristol, 13,3 km nordväst om Corston. Runt Corston är det i huvudsak tätbebyggt.